# Множинна ендокринна неоплазія тип 2А
Множинна ендокринна неоплазія тип 2А (МЕН2А, синдром Сіппла) — це хвороба, що асоційована з наявністю медулярного раку щитоподібної залози, феохромоцитоми та аденоми паращитоподібної залози.

## Клініка
МЕН2А становить 70-80% випадків серед решти суб-типів МЕН. Основною причиною виникнення МЕН2А розглядають мутації в гені RET, що визначаються у 70-95% пацієнтів з медулярним раком, до 50% з феохромоцитомою та 15-30% з первнинним гіперпаратиреозом. В більшості випадків, МЕН2А маніфестує медулярним раком з метастазами в локорегіонарні лімфовузли шиї.  Первинний гіперпаратиреоз при МЕН2A виникає в 10–30% випадків у пацієнтів після 30 років, в окремих випадках може діагностуватись у дітей.

## Лікування
Лікування пацієнтів з МЕН2А передбачає виконання тиреоїдектомії та дисекції шиї при медулярному раку, однобічної або двобічної адреналектомії при феохромоцитомі, а також паратиреоїдектомії ураженної паращитоподібної залози.

## Профілактика
Рекомендовано проведення генетичного скринінгу серед членів родини, особливо дітей, хворого на МЕН2А з метою виявлення мутацій в гені RET та проведення профілактичної тиреоїдектомії при наявності мутацій.